# Иконопис
Иконопис (или иконописање) је посебна сликарска техника коју негује хришћанска црква (нарочито православна).
Корени су јој у раном хришћанству али се временом уобличавала све док није стекла коначни облик (и врхунац) у доба средњовековне Византије. Разликујемо иконописање (сликање икона на дасци) и фрескописање (сликање икона - фресака на зиду).

## Правила
У православној цркви нарочито је раширен и развијено поштовање икона, и мада иконе спадају у култ и других конфесија, православље је најфиније и најдетаљније развило иконопис тако да сва правила и начини иконописа, доле написана, карактеристична су за православну цркву. У другим конфесијама које поштују икону ова правила не морају бити поштована (пример је Римокатоличка црква у којој није детаљно прецизиран и догматски одређен начин сликања икона).
У православној цркви постоје одређени канони (правила) иконописања којих се придржава сваки иконописац. Правила нису званично прописана већ се преносе генерацијама са мајстора на ученика. Основно неписано правило је да се икона ради по обрасцу (предлошку) неке старије иконе (која је опште прихваћени образац). Сликање икона по машти уметника без познавања ових правила не представља црквено учење и не може се назвати иконом у строгом смислу.

## Симболика
Икона је пуна симбола који на визуелни начин представљају учење Цркве. Неки од ових симбола су:
- Црвено-плава одежда Исуса Христа - означава богочовечанску природу Христову. По епископу Данилу црвена означава божанско порекло, док је плава симбол људске природе.[2] По другим ауторима значење боја је супротно, црвена означава телесност (због асоцијације на крв) а плава божанство (због асоцијације на небо).[3][4] Код Пресвете Богородице боје су у обрнутом поретку.
- Злато као материјал је симбол Истине јер је и злато као и Истина увек исто, никада се не мења (Реч „истина” је настала од речи „исто”). Сијање злата симболизује Божију нестворену Светлост.
- На православним иконама светлост има битан значај. Светлост којом сијају лица и тело светитеља није овоземаљска већ „божанска светлост”. Пошто ова светлост није природна не баца сенку нити има одређени правац из којег долази. Беле је боје са местимичним плавичастим одсјајем.

Икона не тежи да прикаже догађај сликарски реалистично већ тежи да проникне у дубљи смисао догађаја који приказује и прикаже те догађаје у светлу будућег Царства небеског. Често се на иконама приказују два догађаја која су се десила у два различита временска тренутка или у истом тренутку али на удаљеним местима. Такође се на икони једна личност може појавити и више пута. Тако, на једној икони Јован Крститељ држи сопствену одсечену главу.

## Карактеристике
Иконопис карактеришу следеће особености:
- На икони нема правилне перспективе, односно на иконама је присутна такозвана "обрнута перспектива". Израз „обрнута перспектива“ није у потпуности исправан (мада се често користи) јер обрнута перспектива подразумева одређену правилност (мада обрнуту). Карактеристичност перспективе на икони је да нема правилности, често се предмети у даљину шире или је кров тако насликан као да је приказан од горе и сличне нелогичке представе.
- Представа може да приказује лик више пута на различитим местима и у различито време.
- Ликови се приказују у карактеристичним позама и одећи у складу са иконографском традицијом.

## Школе и стилови

### Византијски стил
Аутентичан стил у иконопису јесте оно што се назива „византијски иконопис“. Он је израз учења Православне цркве.

### Коптски стил
Током историје коптска црква је веома развила коптску уметност иконописања по којој је постала чувена у свету.

### Руски стил
Руски иконопис је класични византијски са елементима руске народне уметности. Најпознатији руски иконописац Андреј Рубљов сликао је класичним византијским стилом.

### Барокни стил
У неким православним црквама, укључујући СПЦ, постоји традиција „барокног иконописа“ (цркве и манастири у Војводини). Постоје и разне иконе мешовитог стила карактеристичне за 17. и 18. век.

### Нови стилови
Данас се појављују и други стилови. Класичан пример новина у иконопису је грчки иконописац свештеник Стаматис Склирис. Постоје опречна мишљења о новинама у иконопису. Док једни одбацују ове новине као стране православљу, други их одобровољавају као природни развој једне уметности.

## Техника израде

### Прибор
Иконописац користи четке за наношење подлоге, брусни папир за равнање подлоге, прибор за позлату, штап, штафелај, сликарске четкице, прибор за справљање боје (разне тацнице, посудице и кашичице), оловку и шестар.
У прибор за позлату спадају ахатне глачалице, позлатарско јастуче, позлатарски нож и четкица за злато. Позлатарско јастуче је парче даске обложено ватом и преко ње кожом. Служи да се на њему сече злато позлатарским ножем. Позлатарска четкица служи за пренос злата са јастучета до иконе јер је златни листић сувише танак да би се смео додиривати прстима.
Штап је специфични алат иконописца. Служи као ослонац руке при повлачењу потеза. Без њега би било могуће извести тако прецизне потезе сликарском четкицом.

### Слојеви
Свака слика се састоји обавезно из носиоца и бојеног слоја а неке слике поред ова два основна слоја имају још и подлогу, позлату (код икона) и заштитни лак слој.
Икона се састоји из следећих слојева:
- носилац иконе - даска
- газа - служи као арматура подлоге
- подлога од креде и туткала
- шелак - наноси се на местима позлате као изолација
- микстион - лепак за злато
- злато
- бојени слој
- лак

#### Носилац
Свака слика се састоји од носиоца (који је понекад и подлога), подлоге и бојеног слоја. Поред овог слике често имају и заштитни слој -лак а иконе имају и слој злата.
Носилац иконе је дрвена даска најчешће од липовог дрвета, мада се срећу и даске од других врста дрвета. Дашчице треба да су суве и без чворова. Значајно је на који начин се секу из дебла. Ако су исечене тако да годови дашчице буду у правцу дебљине даске кривљење ће бити минимално. Даска се саставља из неколико (најчешће три) мање дашчице које се бочно спајају лепљењем а са задње стране углављеним кушацима.

#### Подлога
На дрвену даску није згодно сликати па је неопходно нанети подлогу. Традиционална подлога ђесо се израђује од креде (или посебно припремљеног гипса)
и туткала (желатина). Туткало је лепак животињског порекла а најбољи је од зечјих костију. У новије време користи се и подлога на бази акрилика.
Подлога се наноси четком у више слојева или ређе лопатицом. Након сушења равна се и глача брусним папиром.

#### Позлата
Икона се позлаћује на два начина. Први је новијег датума и назива се „позлата микстионом“ или „уљана позлата“. Златни листићи се лепе на претходно припремљену површину премазану микстионом - лепком на бази конопљиног уља. Други начин је старијег датума и назива се „водена позлата“ или „позлата болусом“ где се златни листићи наносе на болус (врста глине) који се претходно влаже ракијом или вотком. Залепљени листић се глача ахатним глачалицама. Оваква позлата је трајнија и више се цени али је поступак позлате много тежи.

#### Боја
За сликање икона се користи јајчана темпера - сликарска боја где је везиво жуманце кокошијег јајета. Сликање бојама справљеним од жуманцета је врло старо. Скоро све иконе средњег века сликане су јајчаном темпером. Јајчана темпера је врло постојана што је глави разлог да су иконе старе и хиљаду година данас у добром стању. Јајчана темпера се састоји из два дела: везива и пигмента. Пигмент је прашак минералног или синтетичког порекла који сликарској боји даје одређену обојеност. Везиво (у овом случају жуманце) је материја која служи да слепи честице пигмента. Јајчана темпера може у хладњаку стајати око недељу дана. Поступак справљања јајчане темпере је следећи:
1. Раздвоји се жуманце од беланцета. Из жуманца се пажљиво издвоји садржај док се опна баца
2. Жуманцу се дода запремински једнака количина воде
3. Пигмент се помеша са малом количином жуманцета да се добије густина пасте. Оваква паста се риба кашичицом на тањирићу да би се разбиле грудвице.
4. Након рибања пигменту се дода још жуманцета у приближном запреминском односу 1:1
5. Може да се дода пар капи сирћета ради конзервације
6. Боја се преспе у другу посудицу да би се таложењем одстраниле грудвице.

У средњем веку користили су се природни пигменти најчешће минералног порекла: разне нијансе жуте, црвене, окер и браон земље. Као црни пигмент користили су се упрашени угљенисани штапићи винове лозе (слонове кости или буковог дрвета). Још у средњем веку било је познато добијање вештачких пигмената: оловне беле и цинобера. Данас се користе углавном синтетички пигменти мада су у употреби и неки природни пигменти најчешће земљани окер и црна од винове лозе. Некада се пигмент ручно уситњавао и упрашивао док се данас купује већ фабрички припремљен.
Подсликавање је наношење основне боје на коју се касније додају светлост сенке и детаљи. Подсликавање се врши у више провидних слојева који се наносе равном четкицом тако да се нови слој наноси на претходно осушени слој. Пошто се слика акрилним бојама односно јајчаном темпером претходни слојеви се не „размазују“.
У доњем примеру подсликава се лице Богородице. Оно се врши бојом која се креће од нијанси браон до нијанси маслинасто зелене, а често се користи такозвана 'авана' боја. Ова подлога се зове санкир или грчки - пропласмос. Пре наношења боје уради се цртеж оловком (1. слој) па цртеж бојом (2. слој). Пошто се наношење боје заврши (слојеви 3-6) цртеж који се провиди кроз слојеве боје поново се исцртава (слој 7).
- 1. слој-цртеж оловком
- 2. слој-цртеж бојом
- 3. слој-наношење боје први пут
- 4. слој-наношење боје други пут
- 5. слој-наношење боје трећи пут
- 6. слој-наношење боје четврти пут
- 7. слој-поновљени цртеж бојом

#### Заштита
Иконе се лакирају ради заштите од механичког оштећена, утицаја влаге и кисеоника. Иконе су се у прошлости лакирале најчешће олифом - згуснутим уљем са додатком разних природних смола. Олифа се добијала или дугим излагањем уља високој температури у пећи или излагањем сунцу лети. Данас се користе разни лакови. Лакови на бази уља се избегавају због лоше особине да временом тамне. Најчешће се користи Дамар лак - природна смола растворена у природном терпентину или неки лак на бази синтетичких смола као што је акрилни лак. Лак може да се наноси четком или прскањем.